# Амин Адли
Амин Адли (арап. أمين عدليإ; Безје, 10. мај 2000) је марокански фудбалер који тренутно наступа за Бајер из Леверкузена. Игра на позицији крила.

## Успеси
Бајер Леверкузен
- Бундеслига (1) : 2023/24.[5]
- Куп Немачке (1) : 2023/24.[6]
- УЕФА Лига Европе: финале 2023/24.[7]

Појединачни
- Играч сезоне у Другој лиги Француске: 2020/21.[8]
- Иделни тим Друге лиге Француске: 2020/21.[9]